# Голдкронах
Голдкронах (њем. Goldkronach) град је у њемачкој савезној држави Баварска. Једно је од 33 општинска средишта округа Бајројт. Према процјени из 2010. у граду је живјело 3.632 становника. Посједује регионалну шифру (AGS) 9472143.

## Географски и демографски подаци
Голдкронах се налази у савезној држави Баварска у округу Бајројт. Град се налази на надморској висини од 443 метра. Површина општине износи 23,2 km². У самом граду је, према процјени из 2010. године, живјело 3.632 становника. Просјечна густина становништва износи 156 становника/km².